# Turbomeca Turmo
 (mars 2020).
Pour les articles homonymes, voir Turbomeca.
Le Turbomeca Turmo est un turbomoteur français développé pour être utilisé essentiellement par des hélicoptères, mais également par un avion, dans une version turbopropulseur, ou des turbotrains. Il a été remplacé par le Turbomeca Makila de 1977, plus puissant et plus moderne, dans plusieurs domaines d'emploi, en particulier les hélicoptères lourds, mais a fait preuve d'une grande robustesse au sein de la flotte d'hélicoptères français durant toute sa carrière, et il est toujours fabriqué à l'étranger, sous d'autres désignations.

## Généralités
Il est un descendant du concept novateur de Turbomeca, l'Artouste de 1947. Les dernières versions délivraient une puissance sur l'arbre d'environ 1 610 ch (1 200 kW). Une version turbopropulseur fut également développée, pour propulser l'avion de transport ADAC Breguet 941.
Les versions actuelles sont construites en partenariat avec Rolls-Royce, ce qui a d'ailleurs donné naissance au Bristol Siddeley Nimbus. Le moteur est également produit sous licence par les ateliers chinois Changzhou Lan Xiang Machinery Works, sous la désignation de « WZ-6 », et l'entreprise roumaine Turbomecanica Bucuresti (ro) sous la désignation « Turmo IV-CA ».

## Versions
- Turmo I : turbine à gaz de 270 ch, du concept car expérimental Renault Étoile filante de 1956;
- Turmo IIC : turbomoteur de 1 000 ch (735,4 kW), prévue pour propulser les SE.3200 Frelon de série ;
- Turmo IIIB : turbomoteur de 700 ch (520 kW) propulsant les prototypes du SE.3200 Frelon ;
- Turmo IIIC : turbomoteur de 1 200 ch (890 kW) ;
- Turmo IIIC2 : développé à partir du IIIC, délivrant 1 300 ch (970 kW) ;
- Turmo IIIC3 : turbomoteur pour les Super Frelon de production, développant une puissance maximale de 1 500 ch (1 100 kW) à 33 500 tr/min. Également monté par paire sur l'Aérotrain I80 250 de Jean Bertin (1 300 ch)[3] ;
- Turmo IIIC4
- Turmo IIIC5
- Turmo IIIC6 : 1 570 ch (1 170 kW), utilisé sur les SA.321G Super Frelon[4] ;
- Turmo IIIC7
- Turmo IIID : turbopropulseur pour le futur avion de transport ADAC Breguet 941, développant une puissance maximale de 1 225 ch (913 kW) ;
- Turmo IIID2 : 1 335 ch (996 kW) à 22 460 tr/min ;
- Turmo IIID3 : 1 450 ch (1 080 kW) à 33 500 tr/min ;
- Turmo IIIE3
- Turmo IVB
- Turmo IVC
- Turmo IV-CA : produit sous licence en Roumanie ;
- Turmo VI : turbopropulseur avec deux étages de compresseur axiaux, un compresseur centrifuge et deux étages de turbine libre, taré à 1 800 ch (1 300 kW) à 32 000 tr/min ;
- WZ-6 : produit sous licence en République populaire de Chine par Changzhou Lan Xiang Machinery Works.

## Applications

### Hélicoptères
- Sud-Aviation SA.330 Puma :
  - SA.330B : deux Turmo IIIC4 de 1 185 ch (884 kW) ;
  - SA.330C : deux Turmo IVB de 1 400 ch (1 044 kW) ;
  - SA.330F : deux Turmo IIIC4 de 1 185 ch (884 kW) ;
  - SA.330G : deux Turmo IVC de 1 575 ch (1 175 kW) ;
  - SA.330H : deux Turmo IVC de 1 575 ch (1 175 kW).

- SNCASE SE.3200 Frelon : trois Turmo IIIB de 700 ch (520 kW).

- Sud-Aviation SA.321 Super Frelon :
  - SA.321G : trois Turmo IIIC6, puis C7 (Aéronavale française) ;
  - SA.321H : trois Turmo IIIE (version pour l'Irak) ;
  - Changhe Z-8 : trois Changzhou Lan Xiang WZ6 (version sous licence chinoise).

- Bölkow Bo 46 (en).
- IAR-330L (en) : deux Turmo IVC de 1 576 ch (1 175 kW).

### Trains
- Turbotrains :
  - Classe T 1000 ETG : un Turmo IIIF3 de 1 114,9 ch (820 kW) ;
  - Classe T 2000 RTG : deux Turmo IIIF1 de 1 100 ch (820 kW), puis deux Turmo XII de 1 542 ch (1 150 kW).
  - TGV 001 (turbotrain expérimental) : deux Turmo III G, puis deux Turmo X

### Avions
- Breguet Br.940 Intégral : quatre Turmo IIC de 400 ch (298,3 kW) ;
- Breguet Br.941 : quatre Turmo IIID de 1 225 ch (913,5 kW) ;
- Breguet Br.941S : quatre Turmo IIID3 de 1 450 ch (1 081,3 kW) ;
- Breguet Br.945 : deux Turmo IIID3 de 1 450 ch (1 081,3 kW).

### Voiture
- Renault Étoile filante (voiture à moteur d'avion concept car expérimentale) : un Turmo I de 270 ch ;
- Berliet T100 N°4 il fut équipé d'un moteur Turbomeca Turmo de 1000 ch mais le projet sera rapidement abandonné